# Sao la
Sao la (danh pháp khoa học: Pseudoryx nghetinhensis) hay còn được gọi là "Kỳ lân Châu Á" là một trong những loài thú hiếm nhất trên thế giới sinh sống trong vùng núi rừng Trường Sơn tại Việt Nam và Lào được các nhà khoa học phát hiện vào năm 1992. Sao la được xếp hạng ở mức cực kì nguy cấp (có nguy cơ tuyệt chủng trong tự nhiên rất cao) trong Sách đỏ của Liên minh Bảo tồn Thế giới (IUCN) và trong Sách đỏ Việt Nam.

## Lịch sử khám phá
Sao la được phát hiện lần đầu tiên trên thế giới tại Việt Nam vào tháng 5 năm 1992 trong một chuyến khảo sát được Bộ Lâm nghiệp Việt Nam và Quỹ Quốc tế Bảo vệ Thiên nhiên (WWF) tiến hành trong Vườn quốc gia Vũ Quang. Sau đó, các nhà khoa học đã tiếp tục tìm kiếm và phát hiện thêm 20 con sao la nữa cũng trong năm 1992.
Việc khám phá ra loài sao la đã gây chấn động trên thế giới vì giới khoa học đã cho rằng việc tìm thấy một loài thú lớn vào cuối thế kỷ 20 là chuyện khó có thể xảy ra. Sau này sao la cũng được tìm thấy ở các nơi khác trong phạm vi của rừng Trường Sơn thuộc các tỉnh Nghệ An, Hà Tĩnh, Thừa Thiên-Huế, Quảng Nam và nhiều tỉnh thuộc Lào.
Mãi đến năm 1996 người ta mới bắt và chụp ảnh được một con sao la còn sống tại Lào, nhưng sau đó vài tuần nó đã chết. Tháng 10 năm 1998 một lần nữa các nhà khoa học đã chụp được ảnh sao la trong tự nhiên, tại Vườn quốc gia Pù Mát, Nghệ An. Đầu tháng 8 năm 2010, người dân tại tỉnh Borikhamxay của Lào bắt được một con sao la đực và chụp ảnh khi nó còn sống, nhưng sau đó, con vật đã này đã chết trước khi các chuyên gia của Sở Nông lâm tỉnh kịp đến để tìm hiểu.
Ngày 7 tháng 9 năm 2013, sau 15 năm biệt tăm ở Việt Nam kể từ năm 1998, hình ảnh sao la trong tự nhiên đã được ghi nhận ở Quảng Nam, thông qua máy ảnh của WWF và Chi cục Kiểm lâm tỉnh; trước đó, lần cuối cùng sao la được trông thấy trong tự nhiên là vào năm 1999 tại Bolikhamxai, Lào cũng nhờ bẫy ảnh.

## Tên khoa học
Năm 1993 những mô tả khoa học đầu tiên về loài sao la được xuất bản. Lúc đầu sao la được gọi là dê sừng dài và trong tiếng Anh được gọi là Vu Quang ox (bò Vũ Quang). Ở Nghệ An loài thú này được gọi là sao la có nghĩa là cái xe sợi. Các nhà khoa học đã đề nghị một tên giống mới thuộc một chi mới; Pseudoryx, do sự tương tự với các loài linh dương (oryx), cùng với nghetinhensis là nơi khám phá sao la (tỉnh Nghệ Tĩnh trước đây).
Kết quả nghiên cứu DNA năm 1999 cho thấy sao la thật sự thuộc về Phân họ Trâu bò (Bovinae) mà nếu nhìn thoáng qua thì rất ít có điểm giống nhau. Họ hàng gần của sao la là chi Bò (Bos) và bò rừng Bison.

## Đặc điểm
Sao la dài khoảng 1,3 đến 1,5 m, cao 90 cm và có trọng lượng khoảng 100 kg. Da màu nâu sẫm, trên mỗi móng có một đốm trắng. Sừng sao la dài và mảnh dẻ, hướng thẳng về phía sau và có thể dài đến 51 cm.

## Nơi sống và sinh thái

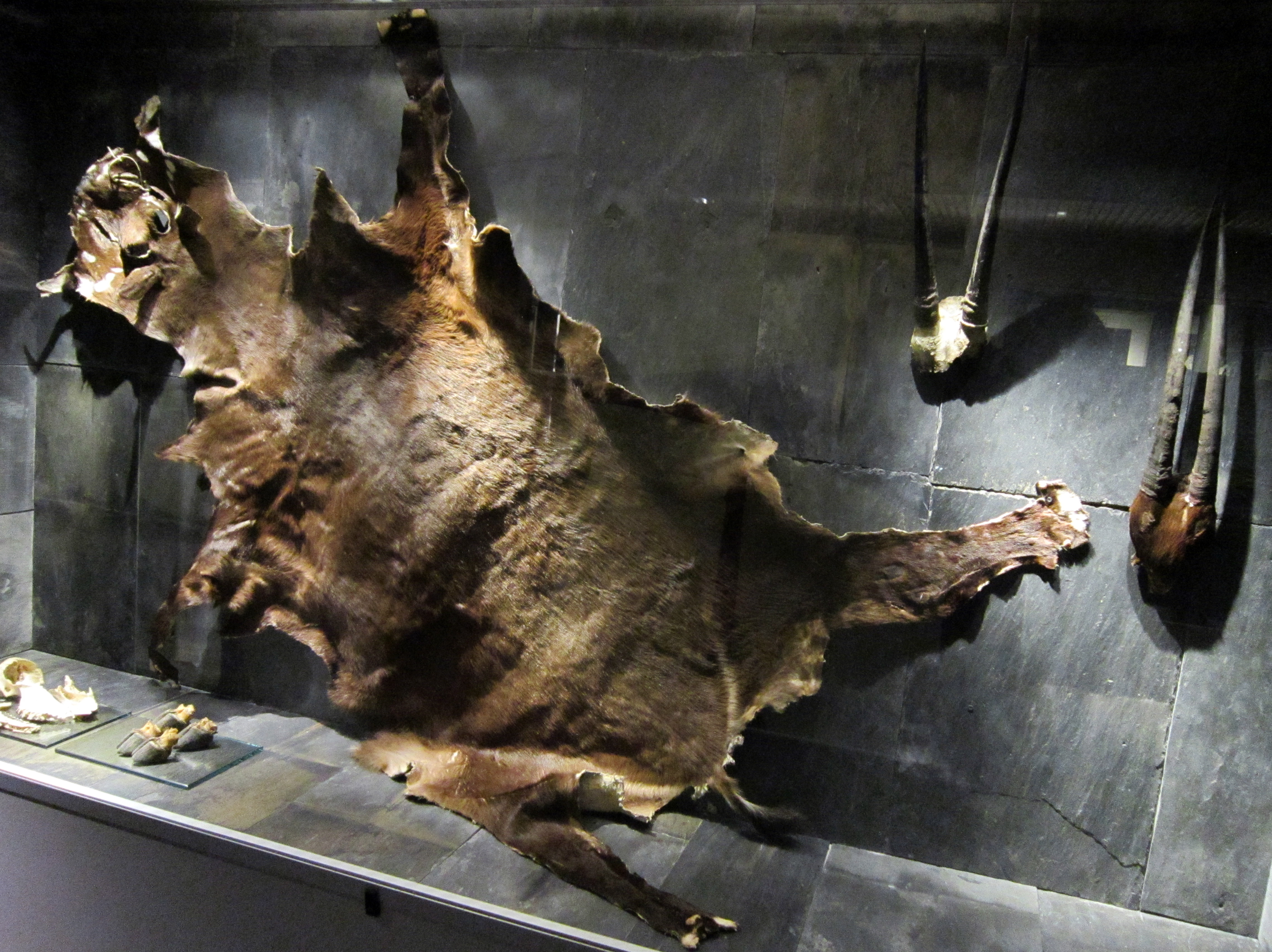
Bộ da của sao la

Sao la sống trong các khu rừng rậm chủ yếu gần nơi có suối có độ cao từ 200 – 600 m trên mực nước biển dọc dãy Trường Sơn, vào mùa đông, sao la sẽ di cư xuống những vùng đất thấp hơn để tránh rét. Vì ít khi được quan sát nên khoa học không biết nhiều về tập quán sinh sống của chúng. Nhưng khi tìm được xác chết của một con sao la lớn vào năm 1996, có độ tuổi dự đoán khoảng 8 đến 9 tuổi, khoa học có thể xác định rằng thời gian sinh sản của sao la là khoảng tháng 5 sang đầu tháng 6. Mật độ của sao la trong Vườn quốc gia Vũ Quang được dự đoán không quá 100 con. Mật độ tại Lào chưa được biết rõ nhưng phân bố không được liên tục.
Tháng Tư năm 2011 Khu Bảo tồn Thiên nhiên Sao la (tiếng Anh: Saola Nature Reserve) rộng 160 km² được thành lập ở Quảng Nam, mở rộng hành lang sinh thái nối liền Việt Nam và Vườn Quốc gia Xe Sap của Lào. Ước tính có khoảng 50-60 con sao la trong khu bảo tồn ở Việt Nam. Tổng số trên toàn cầu không hơn vài trăm con.

## Hình ảnh và ảnh hưởng văn hóa
Bộ tem sao la do Việt Nam phát hành dưới sự bảo trợ của Quỹ bảo tồn động vật hoang dã thế giới (WWF).

Sao La là linh vật chính thức của kỳ Đại hội Thể thao Đông Nam Á 2021.